# Glad Tidings
«Glad Tidings» es una canción del músico norirlandés Van Morrison publicada como último tema del álbum de 1970 Moondance.
Van Morrison comentó sobre la composición de "Glad Tidings":

""Glad Tidings" es sobre un periodo en el que estaba viviendo en Nueva York. Un amigo mío me escribió una carta desde Londres que decía: "Glad Tidings from London" (lo cual puede traducirse al español como: "Buenas noticias desde Londres"). De modo que yo escribí "Glad Tidings" desde Nueva York, y fue de ahí de donde saqué la idea".

Brian Hinton, en su reseña sobre "Glad Tidings", señaló que parecía haber añadidas varias referencias sobre su relación, años antes, con Bert Berns y el sello discográfico Bang Records: "Hombres de negocios hablando de números, extraños que interponen demandas...".
"Glad Tidings" fue utilizado en "All Due Respect", el último episodio de la quinta temporada de Los Soprano. En una reseña del episodio, The Star Ledger comenta: "El uso de "Glad Tidings" en el episodio como motivo recurrente es un ejemplo clásico de los pequeños detalles del espectáculo. Momentos antes de disparar a Blundetto, se oye el verso: "And we'll send you glad tidings from New York" (lo cual puede traducirse al español como: "Y te mandaremos buenas noticias de Nueva York"), y cierra con "Hope that you will come in right on time" (lo cual puede traducirse como: "Espero que llegues a tiempo").

## Personal
- Van Morrison: guitarra y voz
- John Klingberg: bajo
- Jeff Labes: órgano
- Gary Mallaber: batería
- John Platania: guitarra
- Jack Schroer: saxofón alto
- Collin Tilton: saxofón tenor